# Mr. Jones (1993)
Mr. Jones ist ein US-amerikanischer Spielfilm von Mike Figgis aus dem Jahr 1993 mit Richard Gere und Lena Olin in den Hauptrollen.

## Handlung
Mr. Jones ist manisch-depressiv erkrankt (sog. Bipolare Störung). Auf große Höhenflüge folgen tiefe Abstürze. Nach seiner Einweisung in die Psychiatrie entwickelt sich zwischen seiner behandelnden Ärztin Dr. Elizabeth 'Libbie' Bowen und ihm eine romantische Beziehung, die über die rein professionelle Patient-Arzt-Beziehung hinausgeht. Dieses so nicht erlaubte Verhältnis der beiden hat dann schließlich auch folgenschwere Konsequenzen.

## Hintergrund
Richard Gere, Mike Figgis und Eric Roth haben sich in Vorbereitung auf den Film sehr intensiv mit der manisch-depressiven Erkrankung (Bipolare Störung) beschäftigt, diese regelrecht erforscht und studiert. Richard Gere traf sich mit mehreren Patienten, die an dieser Erkrankung leiden bzw. litten.
Der Film Mr. Jones wurde in Los Angeles und San Diego, beide in Kalifornien, USA, gedreht. Die Filmproduktionsgesellschaft war Rastar Productions.
Mr. Jones kam am 8. Oktober 1993 in die US-amerikanischen Kinos und spielte an den Kinokassen in den USA gut 8 Millionen US-Dollar ein. In Deutschland startete er am 26. Mai 1994 auf der Leinwand.
Der Film wurde ferner im Dokumentarfilm A Century of Cinema aus dem Jahr 1994 erwähnt.

## Rezeption
Auf der Website Rotten Tomatoes erreichte der Film bei 46 Prozent der Rezensenten eine positive Bewertung.
Das Lexikon des internationalen Films urteilte, dass das Drehbuch zwar konventionell sei, aber seitens des Regisseurs und der Schauspieler dieses Konventionelle durchaus durchbrochen werde. Allerdings würden sie an dem „Kompromiß zwischen Anspruch und Publikumswirksamkeit“ scheitern.
Die Deutsche Film- und Medienbewertung FBW in Wiesbaden verlieh dem Film das Prädikat besonders wertvoll.